# Gottfried Seebaß (Theologe)

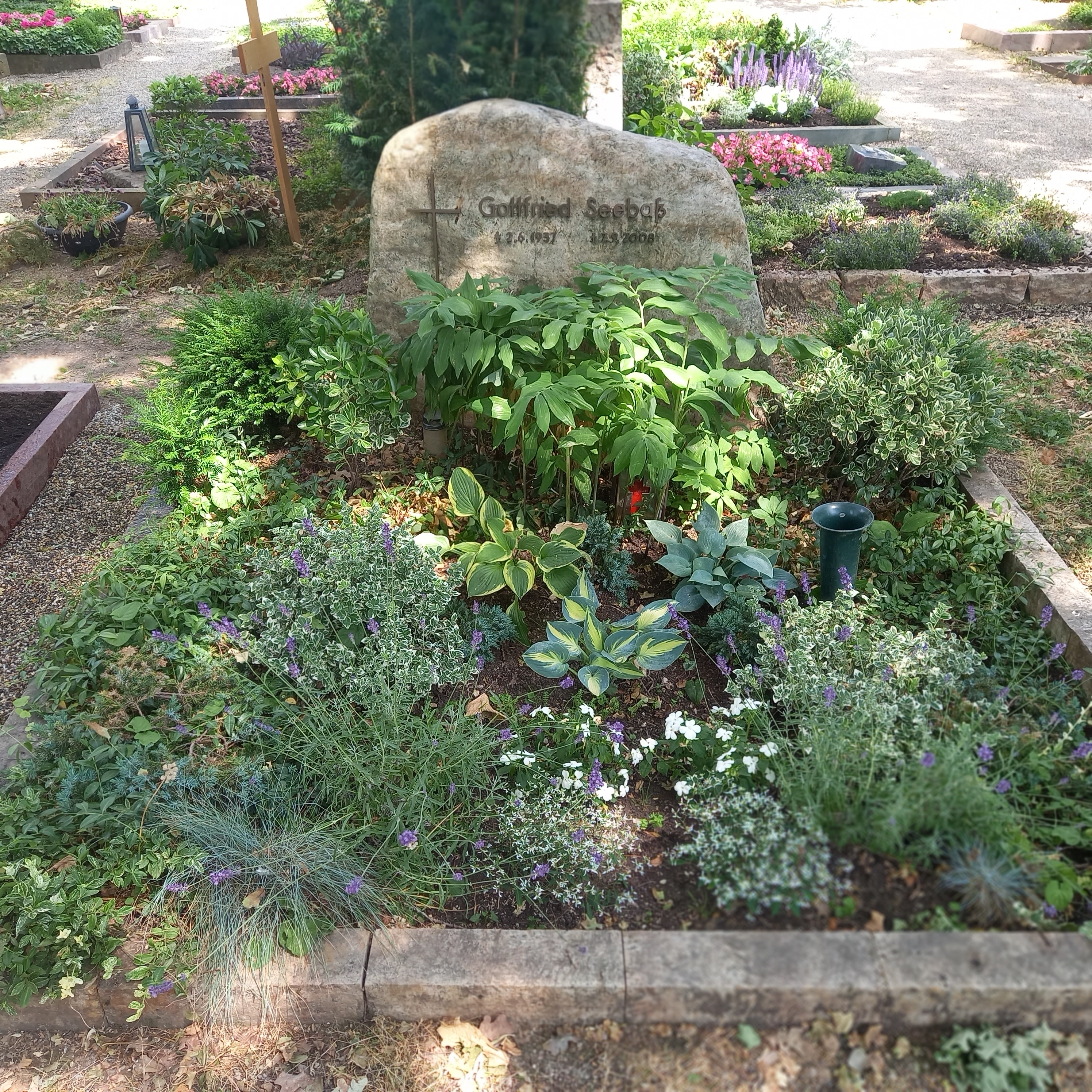
Das Grab von Gottfried Seebaß auf dem Neuenheimer Friedhof in Heidelberg

Gottfried Seebaß (* 2. Juni 1937 in Braunschweig; † 7. September 2008) war ein deutscher Kirchenhistoriker und von 1978 bis 2002 Professor für Reformationsgeschichte an der Ruprecht-Karls-Universität Heidelberg. Von 1996 bis 2000 war er Präsident der Heidelberger Akademie der Wissenschaften.

## Leben
Gottfried Seebaß war Sohn des lutherischen Pastors Georg Seebaß (1899–1970) und dessen Ehefrau Hedwig Schräpel. Er wuchs in Braunschweig auf. Nach dem Abitur studierte er Evangelische Theologie, zunächst an der Universität Hamburg, dann an der Friedrich-Alexander-Universität Erlangen und an der Georg-August-Universität Göttingen. Er war Mitglied der Studentenverbindungen SBV Schauenburg Hamburg und CStV Uttenruthia Erlangen im SB. Seebaß wurde 1967 in Erlangen promoviert und 1972 habilitiert.
Schwergewicht seiner Forschungstätigkeit war die Reformationsgeschichte. Er war ein herausragender Kenner der Wirkungsgeschichte des Reformators Andreas Osiander und des Täuferführers Hans Hut. Er wirkte als (Mit)herausgeber des Gesamtwerks des Straßburger Reformators Martin Bucer, der Martini Buceri opera omnia, der Werke Osianders sowie der Briefe und Schriften oberdeutscher Täufer.
Seebaß gehörte darüber hinaus zu den Mitherausgebern der Theologischen Realenzyklopädie und der Quellen zur Geschichte der Täufer.
2007 wurde Seebaß mit der Großen Universitätsmedaille der Universität Heidelberg ausgezeichnet.

## Schriften
- Das reformatorische Werk des Andreas Osiander. Dissertation, Nürnberg  1967.
- Andreas Osiander d.Ä. und der Osiandrische Streit. Ein Stück preußischer landes- und reformatorischer Theologiegeschichte. In: Dietrich Rauschning (Hrsg.): Die Albertus-Universität zu Königsberg und ihre Professoren. Aus Anlass der Gründung der Albertus-Universität vor 450 Jahren. Duncker & Humblot, Berlin 1995, S. 33–47.
- Die Reformation und ihre Außenseiter. Gesammelte Aufsätze und Vorträge. Hrsg. von Irene Dingel, Vandenhoeck & Ruprecht, Göttingen 1997, ISBN 3-525-58165-3.
- Müntzers Erbe. Werk, Leben und Theologie des Hans Hut. Gütersloh 2002, ISBN 3-579-01758-6.
- Geschichte des Christentums. Band 3: Spätmittelalter, Reformation, Konfessionalisierung. Stuttgart 2006, ISBN 978-3-17-018780-1.